# Disco Blood
Disco Blood es el quinto álbum de la banda, Dorso.

## Lista de temas
- 1. «Satánica Dirty Slut»
- 2. «Disco Blood»
- 3. «Chupacabras»
- 4. «Abducción»
- 5. «Dunwich Animal Child»
- 6. «Marte Horror Planet»
- 7. «Consumed by Pollo Spider»
- 8. «Mi Querida Señorita»
- 9. «Lesbiánica»
- 10. «Plutonium Proyect Q»
- 11. «Nasty Ritual»
- 12. «Los Voy a Correr a Palos»
- 13. «Alquimia y Búsqueda»

## Line-up
- Rodrigo Cuadra – Voz, bajo
- Álvaro Soms – Guitarra
- Marcelo Naves – Batería